# Cleia Almeida
Pour les articles homonymes, voir Almeida (homonymie).
Cleia Almeida, née le 24 novembre 1982 à Coimbra (Portugal), est une actrice et doubleuse portugaise.       

## Biographie
Cleia Almeida naît à Coimbra, où elle termine ses études secondaires. Elle déménage ensuite à Lisbonne et commence à étudier le théâtre, terminant ses études à Madrid.
Almeida est diplômée de l'École supérieure de théâtre et de cinéma (Escola Superior de Teatro e Cinema) à Lisbonne. Elle suit des ateliers avec l'American Comedy Institute et avec l'ACT (Escola de Actores).
Au cinéma, elle travaille avec João Canijo dans Nuit noire (Noite Escura), film présenté en avant-première en 2004 au Festival de Cannes, et avec António Ferreira dans le moyen-métrage Respirar debaixo d’água et dans le long métrage Esquece tudo o que te disse.
À la télévision, elle fait partie de la distribution fixe de la série Santos da Casa et participe à d'autres projets télévisés, à savoir le feuilleton Jura (pt) et la sitcom Sept vies (Sete Vidas).

## Filmographie partielle

### Au cinéma
- 2000 : Breathing Under Water : Friend
- 2001 : Rending
- 2002 : Forget Everything I've Told You : Joana
- 2003 : Híssis
- 2003 : A Escolha
- 2004 : Nuit noire (Noite Escura) de João Canijo : Sónia Pinto
- 2007 : The Lovebirds : Sandra
- 2008 : Dolo : Ana
- 2009 : Haja Quem : Júlia Paixão
- 2009 : Assalto à Mão Armada : Lúcia
- 2009 : Aprelle Showers : Sofia Cardoso
- 2010 : Mystères de Lisbonne (Mistérios de Lisboa) de Raoul Ruiz : Francisca
- 2011 : O Teu Sapato
- 2011 : Blood of My Blood : Cláudia / Márcia's daughter
- 2012 : O Fantasma do Novais : Ana
- 2012 : Posfácio nas Confecções Canhão : Claudete
- 2012 : So So : Carla
- 2012 : Operation Autumn : Maria Humberta Delgado
- 2014 : Salomé : Camila
- 2015 : Blank : Paula
- 2017 : 11 fois Fátima (Fátima) de João Canijo : Fátima
- 2018 : Keep me company : Silvia
- 2023 : Mal Viver et Viver Mal de João Canijo : Raquel

### À la télévision
- 1986 : Ora Agora Conto Eu... (RTP1)
- 2003-2004 : Santos da Casa : Rita Santos (RTP1)
- 2006 : 7 Vidas (SIC)
- 2006 : Floribella : Martinha (SIC)
- 2007 : Jura (pt) (telenovela, SIC)
- 2008 : T2 Para 3 (RTP1)
- 2008-2009 : Vila Faia : Cristina Andrade (RTP1)
- 2008-2011 : Liberdade 21 : Júlia Paixão (RTP1)
- 2009 : Pai à Força : Júlia Paixão (RTP1)
- 2009-2010 : Conta-me Como Foi : Lúcia (RTP1)
- 2009-2010 : Perfeito Coração : Sofia Cardoso (SIC)
- 2012 : Maria Coroada : Antónia (TVI)
- 2012 : A Família Mata : Eva (SIC)
- 2012-2013 : Maternidade : Dr.ª Sandra Queiroz (RTP1)
- 2013 : O Formigueiro : Maria Troca-Tintas (SIC)
- 2013 : Dancin' Days : Matilde (SIC)
- 2013-2014 : Sol de Inverno : Célia (SIC)
- 2015 : Mar Salgado : Maria Rita Almeida (SIC)
- 2016 : Donos Disto Tudo : Várias personagens (RTP1)
- 2016-2017 : Amor Maior : Bárbara Resende (SIC)
- 2018 : Sara (pt) : Editora de Revista  (série télévisée, RTP2)
- 2019 : Nazaré : Vera (telenovela, SIC)